# Hercules (Marvel)
Hercules is een fictieve superheld uit de strips van Marvel Comics, gebaseerd op de mythologische halfgod Herakles. Hij werd bedacht door Stan Lee en Jack Kirby. Hij verscheen voor het eerst in Avengers #10, maar werd pas echt geïntroduceerd in Journey Into Mystery Annual #1.

## Biografie
Hercules is de zoon van Zeus, koning van de Olympische goden, en Alcmene, een sterfelijke vrouw. Door zijn goddelijke afkomst beschikte Hercules over bovenmenselijke kracht gelijk aan die van de mythologische Herakles. De Marvel versie van Hercules stierf echter niet (zoals Herakles in de mythes), maar bleef op de Olympus wonen tot rond het begin van de Silver Age, waarin hij een superheld werd.
Oorspronkelijk was Hercules’ eerste verschijning in Avengers #10, waarin Immortus Hercules vanuit het verleden naar het heden bracht om tegen Thor te vechten. Omdat dit de Hercules uit het verleden was, had de “moderne” Hercules geen herinneringen aan dit gevecht toen hij Thor ontmoette in Thor Annual #1 (1965). Tijdens de mini-serie Avengers Forever (1998-2000), waarin veel onregelmatigheden uit de geschiedenis van de Avengers werden rechtgezet, werd vermeld dat de Hercules waar Thor in Avengers #10 tegen vocht in werkelijkheid een vermomde Space Phantom was.
Sinds zijn eerste verschijning heeft Hercules de Avengers vaak geholpen in gevechten tegen onder andere Mad Thinker, Namor the Sub-Mariner, en Dragon Man. In de "Avengers Under Siege" verhaallijn werd Hercules verslagen door Hermes teruggebracht naar de Olympus. Dit leidde tot de "Assault on Olympus" verhaallijn waarin Zeus de Avengers de schuld gaf van Hercules toestand, en de Avengers het gevecht met de goden aangingen.
Kwaad vanwege de voorkeur van zijn zoon om in de wereld van de sterfelijken te blijven, ontnam Zeus Hercules zijn onsterfelijkheid en een groot deel van zijn kracht, en verbande hem naar de Aarde. Op Aarde hielp hij de alien Deathcry terug te keren naar haar Shi’ar thuiswereld. Toen hij terugkwam van deze missie ontdekte Hercules dat alle Avengers blijkbaar waren omgekomen tijdens hun poging om Onslaught te stoppen. Door dit verlies werd hij een alcoholist.
Hercules reisde een tijdje de wereld rond op zoek naar avontuur, en werd tijdelijk lid van het Heroes For Hire team. Toen de Avengers en alle andere helden die blijkbaar door Onslaught waren gedood terugkeerden uit de andere dimensie waar ze door Franklin Richards heen waren gestuurd, werd Hercules weer lid van de Avengers. Hercules zocht Goliath, nu bekend als de superheld Atlas, op om wraak te nemen voor zijn coma. Hawkeye wist Hercules ervan te overtuigen het hierbij te laten, ten koste van hun vriendschap.
Toen het Avengers team uit elkaar was gevallen en Hercules verzwakt was, besloot Hera om Hercules uit te schakelen door hem een aantal nieuwe werken te laten uitvoeren. Tijdens het uitvoeren van deze werken, die ook nog eens in een realityserie werden uitgezonden, versloeg Hercules zijn oude vijand Eurystheus.
Tijdens de Civil War verhaallijn stond Hercules aan de kant van de helden die tegen de “registratiewet voor supermensen” waren. Hij nam toen ook het alias van "Victor Tegler" aan.

## Relatie met andere goden
Thor en Hercules beschouwen elkaar als rivalen, maar desondanks helpen ze elkaar wel indien nodig. Zo bevocht Thor de helpers van Pluto om te voorkomen dat Hercules voorgoed in de onderwereld zou worden opgesloten. Hercules op zijn beurt hielp Thor met zijn gevecht tegen de Duistere Goden in Thor (vol. 2) #10-12.
Ondanks zijn norsheid beschouwd Zeus Hercules als zijn favoriet (dit werd bekendgemaakt in Hercules volume 2 #4), tot woedde van de andere Olympische goden, behalve Hercules’ halfbroer Apollo. Zowel Ares als Pluto zijn Hercules aartsvijanden.

## Krachten en vaardigheden
Hercules’ voornaamste kracht is zijn bovenmenselijke fysieke kracht. Hij is fysiek gezien de sterkste van alle Olympianen. De grenzen van Hercules’ kracht zijn niet bekend, maar hij is sterk genoeg om tegen Thor en de Hulk te kunnen vechten. Hercules is in de loop der jaren wel sterker geworden, maar sinds Zeus' bestraffing is zijn krachtniveau weer gedaald tot wat het vroeger was. Tevens verloor Hercules hierbij zijn onsterfelijkheid en werd dus net als gewone mensen ouder. Voor de bestraffing was Hercules net als de andere Olympianen onsterfelijk in die zin dat hij niet ouder werd en immuun was voor alle ziektes.
Hercules’ lichaam is bestand tegen zware fysieke verwondingen en heeft al de inslag van een zwaar kaliber machinegeweer, een val van grote hoogte, blootstelling aan extreme temperaturen en krachtige energie weerstaan.
Hercules is een ervaren vechter en worstelaar. Hij is ook zeer bedreven met vrijwel elk wapen dat in het oude Griekenland werd gebruikt. Zijn favoriete wapen is een adamantine knots gemaakt door Hephaestus, de smid van de goden. Deze knots is vrijwel net zo sterk als Thors donderhamer Mjolnir.

## In andere media

### Marvel Cinematic Universe
Sinds 2022 verschijnt Hercules in het Marvel Cinematic Universe, waarin hij gespeeld wordt door Brett Goldstein. Hercules maakt zijn debuut in de film Thor: Love and Thunder in de mid-credit scene waarin zijn vader Zeus hem vraagt Thor uit te schakelen. 

### Televisieseries
- Hercules is een regelmatig terugkerend personage in de Mighty Thor-afleveringen van The Marvel Super Heroes.
- Hercules heeft een cameo in X-Men: The Animated Series, in de aflevering "One Man's Worth."
- Hercules is even kort te zien in de afleveringen "To Battle the Living Planet" en "Doomsday" van de serie Fantastic Four.
- Hercules speelt mee in The Super Hero Squad Show in de afleveringen "Support Your Local Sky-Father" en "So Pretty When They Explode". Hierin doet Jess Harnell zijn stem.
- In de serie Hulk and the Agents of S.M.A.S.H. speelt Hercules mee in de aflevering "The Tale of Hercules". Zijn stem wordt hierin gedaan door Townsend Coleman, waarin hij en de Hulk elkaar blijken te kennen van eerdere ontmoetingen. Hercules is tevens te zien in de aflevering "Planet Monster" Pt. 2.